# Boarmia taeniota
Boarmia taeniota är en fjärilsart som beskrevs av Turner 1917. Boarmia taeniota ingår i släktet Boarmia och familjen mätare. Inga underarter finns listade i Catalogue of Life.